# Errina fissurata
Errina fissurata är en nässeldjursart som beskrevs av Gray 1872. Errina fissurata ingår i släktet Errina och familjen Stylasteridae.
Artens utbredningsområde är Södra Ishavet. Inga underarter finns listade i Catalogue of Life.